# The Place of Happiness
The place of happiness – trzeci singel japońskiej piosenkarki Nany Mizuki, wydany 29 sierpnia 2001. Utwór tytułowy wykorzystano jako opening gry Generation of Chaos na PS2.

## Lista utworów
| Nr | Tytuł                                                 | Słowa          | Kompozycja      | Aranżacja       | Czas |
| -- | ----------------------------------------------------- | -------------- | --------------- | --------------- | ---- |
| 1. | "The place of happiness"                              | Chokkyu Murano | Ataru Sumiyoshi | Nobuhiro Makino | 3:45 |
| 2. | "Suichu no aozora" (jap. 水中の青空)                  | Chokkyu Murano | Takeshi         | Nobuhiro Makino | 3:44 |
| 3. | "LOOKING ON THE MOON"                                 | Chokkyu Murano | Nobuhiro Makino | Nobuhiro Makino | 3:53 |
| 4. | "The place of happiness" (vocalless ver.)             |                | Ataru Sumiyoshi | Nobuhiro Makino | 3:45 |
| 5. | "Suichu no aozora" (jap. 水中の青空) (vocalless ver.) |                | Takeshi         | Nobuhiro Makino | 3:44 |
| 6. | "LOOKING ON THE MOON" (vocalless ver.)                |                | Nobuhiro Makino | Nobuhiro Makino | 3:53 |